# Транспортний рівень
Транспортний рівень (Transport layer) — 4-й рівень моделі OSI, призначений для доставки даних без помилок, втрат і дублювання в тій послідовності, у якій вони були передані. При цьому неважливо, які дані передаються, звідки й куди, тобто він надає сам механізм передачі. Блоки даних він розділяє на фрагменти, розмір яких залежить від протоколу, короткі поєднує в один, довгі розбиває.
Протокол транспортного рівня може не використовувати усіх вищевказаних можливостей. Наприклад, протокол UDP не гарантує послідовність, відсутність втрат та дублювання, але завдяки відсутності цих можливостей не має так званого «службового» трафіку.
Протоколи транспортного шару забезпечують двосторонній зв'язок комунікаційних сервісів.

## Протоколи
Не існує точного визначення того, що кваліфікується як протокол транспортного рівня. Нижче наведено короткий список:
- ATP, AppleTalk Transaction Protocol
- CUDP, Cyclic UDP
- DCCP, Datagram Congestion Control Protocol
- FCP, Fiber Channel Protocol
- IL, IL Protocol
- NBF, NetBIOS Frames protocol
- RDP, Reliable Datagram Protocol
- RUDP, Reliable User Datagram Protocol
- SCTP, Stream Control Transmission Protocol
- SPX, Sequenced Packet Exchange
- SST, Structured Stream Transport
- TCP, Transmission Control Protocol
- UDP, User Datagram Protocol
- UDP Lite
- µTP, Micro Transport Protocol